# Mychajło Duda
Mychajło Duda, ukr. Михайло Дуда, ps. „Hromenko” (ur. 21 listopada 1921 w Srokach Lwowskich, zm. 7 lipca 1950 koło wsi Taniawa niedaleko Bolechowa) – ukraiński dowódca wojskowy, porucznik UPA.

## Życiorys
Członek OUN od 1937, w 1939 skierowany na szkolenie dywersyjne do Niemiec, gdzie w 1941 wstąpił do batalionu „Roland”.
W UPA od 1943, najpierw jako instruktor w szkole podoficerskiej, od czerwca 1944 organizator UPA na Pogórzu Przemyskim i w Bieszczadach. W jesieni 1944 oddziały UPA na tym terenie zostały rozformowane, a ich partyzanci skierowani do wiejskich samoobron. Powtórnie zostały sformowane w sierpniu-wrześniu 1945, po rozpoczęciu przymusowych wysiedleń ludności ukraińskiej do ZSRR.
Był jednym z dowodzących podczas napadu w nocy z 19 na 20 kwietnia 1945 roku na wieś Borownica, gdzie zginęło i zostało zamordowanych około 60 Polaków, w tym 17 kobiet i 9 dzieci.
W lipcu 1946 roku na jego rozkaz rozstrzelano w Jaworniku Ruskim 14 wziętych do niewoli żołnierzy Wojska Polskiego.
Od sierpnia 1945 był dowódcą sotni „Udarnyky 3” (95), należącej do 2 kurenia „Udarnyky”, pod dowództwem „Bajdy”. 22 października 1945 został poważnie ranny podczas ataku na Kuźminę. 14 czerwca 1947 sotnia przekroczyła granicę polsko-czechosłowacką i przebiła się przez Czechosłowację i Austrię do amerykańskiej strefy okupacyjnej w Niemczech (10 września 1947).
W latach 1948–1949 był członkiem Misji UPA. 31 maja 1950 dowodził 4-osobową grupą kurierów, która została zrzucona na spadochronach na terytorium sowieckiej Ukrainy w rejonie Bolechowa. W czasie skoku spadł na drzewo, łamiąc nogę. 7 lipca 1950 wraz z drugim skoczkiem zostali osaczeni przez grupę pościgową MGB i po krótkiej walce popełnili samobójstwo.
Według Grzegorza Motyki uważany był za jednego z najzdolniejszych dowódców UPA działających na terenie współczesnej Polski. Kawaler Złotego Krzyża Zasługi Bojowej I klasy, nadanego mu pośmiertnie.